# Bagongshan, Shou
Bagongshan (kinesiska: 八公山) är en socken i östra Kina. Den ligger i Shou härad i staden Huainan i provinsen Anhui, omkring 95 kilometer nordväst om provinshuvudstaden Hefei. Antalet invånare är 17761. Befolkningen består av 8 757 kvinnor och 9 004 män. Barn under 15 år utgör 15,0 %, vuxna 15-64 år 73 %, och äldre över 65 år 10,0 %.